# Quercus muehlenbergii
Quercus muehlenbergii és una espècie de roure que pertany al grup dels roures blancs (Quercus secta. Quercus).

## Descripció

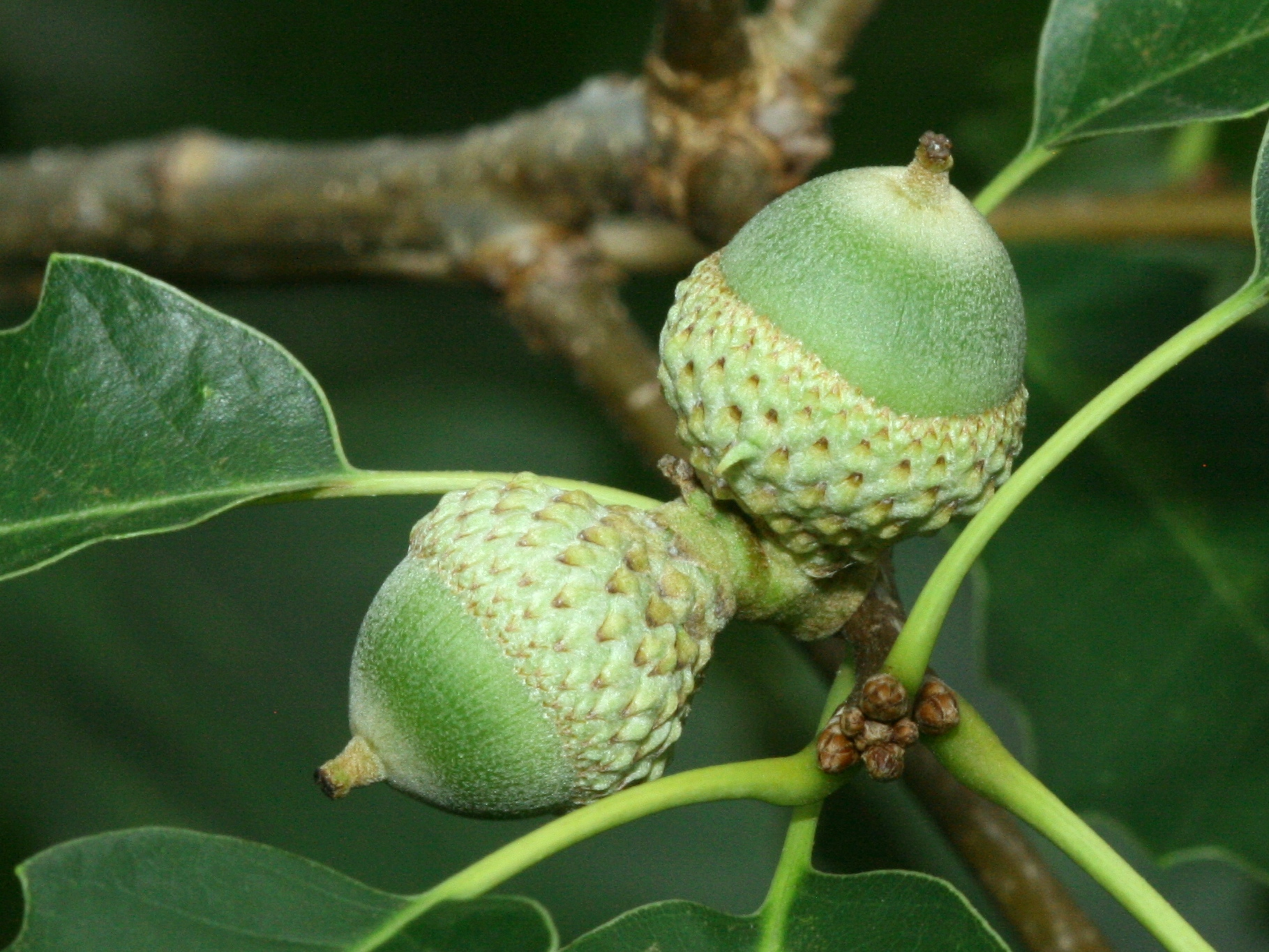
Primer pla de dues glans verdes de Quercus muehlenbergii

Quercus muehlenbergii és un arbre perennifoli de fins a 30 m d'alçada (excepcionalment més de 50 m), amb un perfil arrodonit. L'escorça és prima, escamosa, de color gris clar, però lleugerament tenyit de groc-marró. Les branques són vermelloses, lleugerament pubescents, convertint sense pèl i gris, brots marró, globós, de 2-4 cm. Les fulles estan toscament dentades i fan 6-20 de longitud x 4-9 cm d'ample, oboval a oblanceolades, gruixudes, àpex acuminat, base cuneada, 8-13 lòbuls poc profunds a cada costat, apuntades, no espinoses, verd brillant, glabrescent per sobre, verd blanquinós, amb pèls per sota (disseminats pèls estrellats), nervadura central àmplia; pecíol groc, sense pèl, 1-3 cm de llarg. Les flors són monoiques, i surten de l'abril a finals de maig o principis de juny. Les flors masculines neixen en aments que es desenvolupen a partir de les axil·les de les fulles de l'any anterior, i les flors pistilades es desenvolupen a partir de les axil·les de les fulles de l'any en curs. Les glans són 1,2 a 2 cm de llarg, sense pecíol o gairebé, individualment o en parells, tancades al voltant de la meitat de la gla en una cúpula prima amb escates i és de color castany a gairebé negre, maduren a 1 any, i maduren al setembre o octubre.

## Distribució i hàbitat
És natiu de l'est d'Amèrica del Nord, i es troba a l'oest de Vermont i de Nova York, a l'oest fins al sud d'Ontario, al sud de Michigan i Wisconsin, extrem sud-est de Minnesota i Iowa, al sud fins al sud-est de Nebraska, l'est de Kansas, l'oest d'Oklahoma i centre de Texas, a l'est fins al nord-oest de Florida, i en la majoria de muntanyes del nord al sud-oest de Pennsilvània i Massachusetts. Hi ha poblacions locals a les muntanyes del sud-est de Nou Mèxic, la Trans-Pecos de Texas, i el nord-est de Mèxic (Estat de Coahuila i el sud d'Hidalgo. Ocasionalment està fora de la seva àrea de distribució natural amb els exemples d'Ottawa (Canadà), Raleigh (Carolina del Nord) i Lake Worth (Florida).
Quercus muehlenbergii creix dels 0 als 2300 m i està present en tota mena de sòls, fins i tot els calcaris, prefereix sòls secs. Creix en forma arbustiva en la part septentrional de la seva àrea de distribució.

## Taxonomia
Quercus muehlenbergii va ser descrita per George Engelmann i publicat a Transactions of the Academy of Science of St. Louis 3(25): 391, a l'any 1877.
Etimologia
Quercus: nom genèric del llatí que designava igualment al roure i a l'alzina.
muehlenbergii: epítet atorgat en honor de Gotthilf Heinrich Ernst Mühlenberg (1753-1815), un pastor luterà i botànic aficionat de Pennsilvània. Com el seu nom va ser escrit "Mühlenberg" amb una dièresi sobre la "u", el nom se sol transcriure muehlenbergii. No obstant això, Flora of North America utilitza l'ortografia muhlenbergii.
Sinonímia
- Quercus acuminata Sarg.
- Quercus acuminata var. alexanderi Farw.
- Quercus alexanderi Britton
- Quercus brayi Small
- Quercus castanea Muhl.
- Quercus castanea var. macrophylla Hampton
- Quercus muehlenbergii f. alexanderi Trel.
- Quercus muehlenbergii f. muehlenbergii
- Quercus muehlenbergii var. alexandri Farw.
- Quercus muehlenbergii var. brayi Sarg.
- Quercus prinoides f. alexanderi (Britton) Steyerm.
- Quercus prinoides var. acuminata (Michx.) Gleason
- Quercus prinus var. acuminata Michx.
- Quercus rubra var. muehlenbergii Wenz.
- Quercus sentenelensis C.H.Mull.[5][6]